# Munschecker
Munschecker (en luxemburguès: Mënjecker; en alemany: Münschecker) és una vila de la comuna de Manternach, situada al districte de Grevenmacher del cantó de Grevenmacher. Està a uns 24 km de distància de la ciutat de Luxemburg.